# Los Mochis
Los Mochis ist eine Stadt an der Pazifikküste Mexikos, mit ca. 260.000 Einwohnern die drittgrößte Stadt des mexikanischen Bundesstaats Sinaloa und Sitz des Municipio Ahome.

## Geschichte
In der Umgebung wurde Ende des 19. Jahrhunderts von dem Utopisten Albert K. Owen eine international bekannte Kolonie gegründet. Sie überlebte aber nur etwa 30 Jahre lang. Die eigentliche Stadtgründung erfolgte 1893 durch den amerikanischen Geschäftsmann Benjamin Johnston, der ein Vermögen mit Zuckerrohr machte. Er baute eine Zuckerraffinerie, um die herum sich das heutige Los Mochis entwickelte.
Heute ist Los Mochis eine Geschäftsstadt inmitten des El-Fuerte-Tals, einer der fruchtbarsten Regionen Mexikos. Hauptstraße ist die Calle Gabriel Leyva mit Geschäften, Markt, Banken, Cafés und Restaurants.

## Klima
Los Mochis hat ein heißes und trockenes Klima. Die Trockenperiode mit aridem Klima hält von Oktober bis Juli an. Lediglich die beiden Spätsommermonate August und September, in denen es oft schwül ist, sind humid. Die Tagestemperaturen liegen das ganze Jahr über bei deutlich über 20 °C. Im Sommer werden regelmäßig 40 °C erreicht, in Extremfällen wurden bis zu 48 °C gemessen. Die nächtlichen Tiefsttemperaturen sinken selbst im Winter nur selten in den einstelligen Bereich; im Sommer liegen sie bei ca. 25 °C. Die Jahresmitteltemperatur liegt bei 26 °C.
|                        | Jan  | Feb  | Mär  | Apr  | Mai  | Jun  | Jul  | Aug  | Sep   | Okt  | Nov  | Dez  |   |       |
| Mittl. Temperatur (°C) | 19,3 | 20,3 | 22,0 | 24,5 | 27,4 | 30,6 | 31,9 | 31,7 | 31,1  | 28,9 | 23,7 | 19,7 | ⌀ | 26    |
| Mittl. Tagesmax. (°C)  | 26,5 | 28,1 | 30,3 | 33,0 | 35,7 | 37,7 | 38,2 | 38,1 | 37,1  | 35,8 | 31,0 | 26,6 | ⌀ | 33,2  |
| Mittl. Tagesmin. (°C)  | 12,1 | 12,5 | 13,7 | 16,1 | 19,0 | 23,5 | 25,5 | 25,4 | 25,0  | 22,1 | 16,5 | 12,8 | ⌀ | 18,7  |
|                        |      |      |      |      |      |      |      |      |       |      |      |      |   |       |
| Niederschlag (mm)      | 18,1 | 8,3  | 2,6  | 0,5  | 0,4  | 6,4  | 48,6 | 87,4 | 108,0 | 33,4 | 21,1 | 22,6 | Σ | 357,4 |
|                        |      |      |      |      |      |      |      |      |       |      |      |      |   |       |
| Regentage (d)          | 2,2  | 1,4  | 0,6  | 0,4  | 0,1  | 0,8  | 5,9  | 8,5  | 5,8   | 2,1  | 1,6  | 1,9  | Σ | 31,3  |

| 12,1 |

| 12,5 |

| 13,7 |

| 16,1 |

| 19,0 |

| 23,5 |

| 25,5 |

| 25,4 |

| 25,0 |

| 22,1 |

| 16,5 |

| 12,8 |

| 12,1 |

| 12,5 |

| 13,7 |

| 16,1 |

| 19,0 |

| 23,5 |

| 25,5 |

| 25,4 |

| 25,0 |

| 22,1 |

| 16,5 |

| 12,8 |

## Sehenswürdigkeiten
Sehenswert sind der Parque Sinaloa mit dem darin gelegenen Jardín Botánico (Blvd. Castro/Rosales). Hier gibt es sehr viele Pflanzen- und Baumspezies zu sehen und eine interessante Sammlung einheimischer Kakteen.
Sehr interessant ist auch das kleine Museo Regional, in der die Geschichte der Region um Los Mochis sehr anschaulich und abwechslungsreich dargestellt wird.

## Verkehr

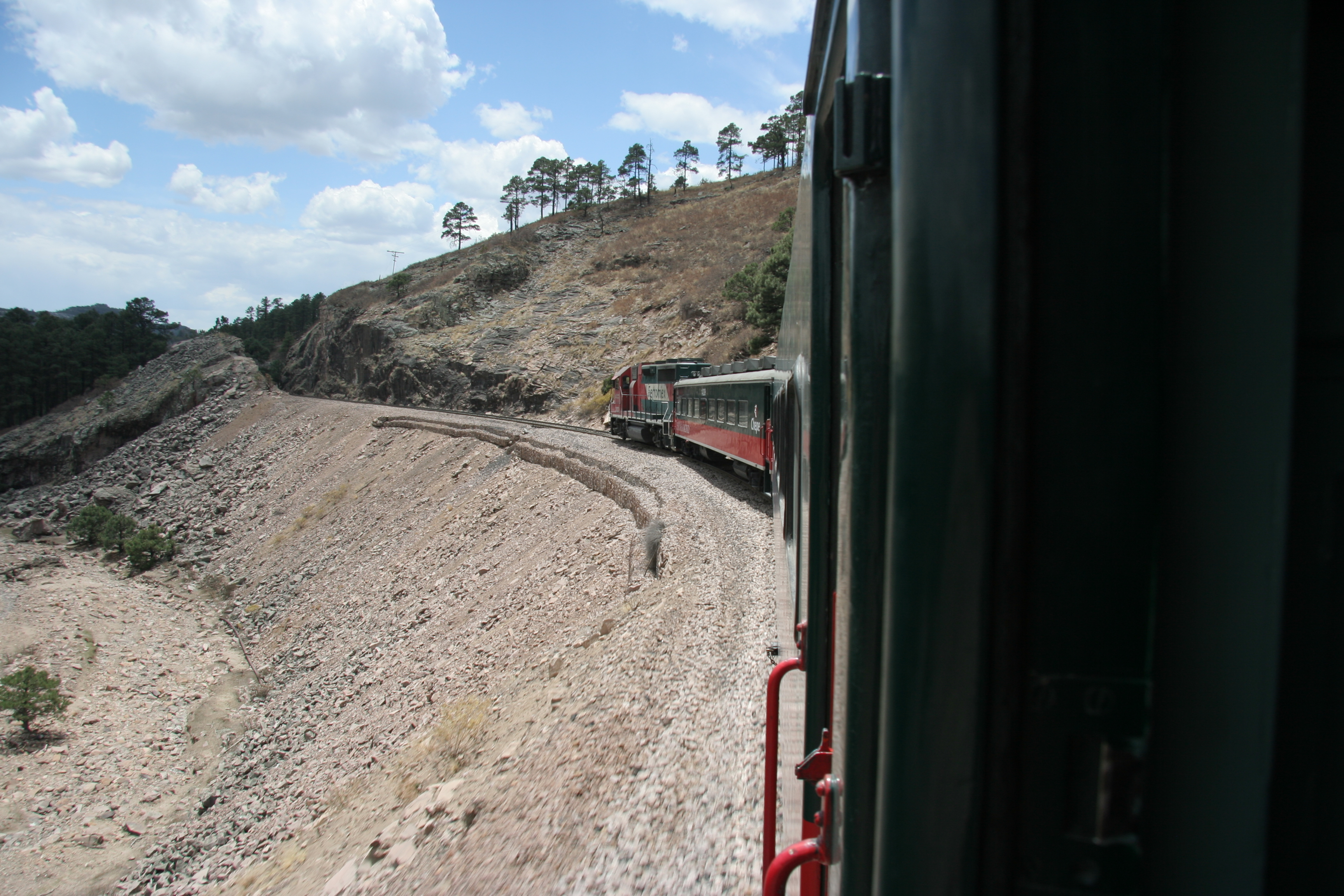
El Chepe

Los Mochis wird von mehreren Fernbusunternehmen angefahren. Des Weiteren gibt es südwestlich der Stadt den Flughafen Los Mochis. Die Stadt ist auch Ausgangspunkt für die Fahrt mit der für die spektakulären Aussichten bekannten Eisenbahn „Chepe“ nach Chihuahua.
24 km südlich der Stadt liegt die kleine Hafenstadt Topolobampo am Golf von Kalifornien. Dort ist der Fähranleger für Schiffe nach La Paz, Baja California.

## Söhne und Töchter der Stadt
- Alfonso Humberto Robles Cota (1931–2017), römisch-katholischer Bischof von Tepic
- Francisco Labastida Ochoa (* 1942), Politiker (PRI)
- Rubén Camacho (1953–2015), Radrennfahrer
- Laura Harring (* 1964), US-amerikanische Schauspielerin
- Omar Bravo (* 1980), Fußballspieler
- Antonio DeMarco (* 1986), Boxer im Leichtgewicht
- Hugo Ruiz (* 1986), Boxer im Superbantamgewicht
- Javier Orozco (* 1987), Fußballspieler
- Luis Madrigal (* 1993), Fußballspieler